# 1830年鐵路
此條目列出1830年發生有關鐵路運輸的事件。

## 事件

### 1月
- 1月7日：巴爾的摩及俄亥俄鐵路第一段通車。
- 1月9日：南卡羅萊納運河及鐵路（英语：South Carolina Canal and Rail Road）動工。

### 5月
- 5月24日：巴爾的摩及俄亥俄鐵路第一輛馬匹拉動的營運列車開行，來往巴爾的摩和埃利科特城，距離13英里（21）。

### 9月
- 9月15日：世界上第一條乘客專用、由蒸汽機車營運的鐵路利物浦和曼徹斯特鐵路正式通車。
- 9月18日：羅伯特·史蒂芬生獲委任對倫敦及伯明翰鐵路（英语：London and Birmingham Railway）沿線進行測量[1]。

### 11月
- 11月11日：利物浦和曼徹斯特首次以鐵路傳送郵件[2]。

### 12月
- 12月25日：南卡羅萊納運河及鐵路公司（英语：South Carolina Canal and Railroad Company）開始營運。